# Kamen Rider Kabuto
Kamen Rider Kabuto (仮面ライダーカブト, Kamen Raidā Kabuto, Masked Rider Kabuto) est une série télévisée japonaise appartenant au genre tokusatsu, en 49 épisodes de 25 minutes diffusée du 29 janvier 2006 au 21 janvier 2007 sur TV Asahi.
C'est la 16e série de la franchise Kamen Rider, issue de la collaboration entre la Toei et Ishimori Productions, et représente le 35e anniversaire de la franchise, comme indiqué, en japonais, au début du pilote de la série. 

## Histoire
L'histoire tourne autour d'un jeune homme qui s'appelle Tendou Souji. Il vit seul avec sa sœur Tendou Juuka. Cela fait sept ans qu'il s'entraine en attendant sa destinée, recevoir le Kabuto Zecter pour devenir Kamen rider Kabuto et détruire tous les Worms qui sont apparus sur Terre à la suite d'une météorite qui s'est écrasée sur celle-ci il y a 7 ans. Cependant bien que combattant les Worms, il sera confronté à d'autres riders qui n'ont pas le même but que lui et/ou qui font partie de l'organisation "ZECT" (Organisation à l'origine du "Masked Rider System") ou pour certains, deviendront des alliés. Il rencontrera un jeune homme du nom de Kagami Arata avec qui il deviendra ami, et tous deux mettront tout en œuvre pour arrêter les Worms en tant que "Kamen Rider Kabuto" et "Kamen Rider Gatack" !!

## Masked Rider System
Les Zecters, aussi appelés Masked Rider System sont des appareils qui peuvent influer sur l'espace-temps. Ils ont été créés par les Natives, une espèce de Worm arrivée sur Terre 35 ans auparavant (par rapport à l'année de diffusion de la série, ce qui correspond a la première année de diffusion de la franchise).Ils créèrent ce système dans le but de protéger les humains d'une éventuelle attaque de Worms extraterrestre qui arriverait dans les années suivantes.
Les Zecters apparaissent en traversant des failles spatio-temporelles reliées au Quartier General de ZECT, puis ils rejoignent leur propriétaire pour transformer celui-ci en Kamen rider.
Chaque rider possède deux formes:
- Masked Form: La forme qui fait office d'armure et qui est par conséquent très pratique pour absorber les coups, mais trop lente pour affronter les Worms de niveau deux.(Cette forme n'existe pas pour les 'Hopper rider' et 'les rider des films').
- Rider Form: C'est leur forme par défaut. Avec celle-ci, ils perdent la protection que leur conférait le Masked Form, mais ils ont accès au mode "Clock Up" pour affronter les Worms de niveau deux.(Le mode "Clock Up" est un mode qui permet au riders d’acquérir une vitesse tel que l'œil humain ne peut détecter; pour les 'riders' l'environnement est tellement ralenti qu'il leur parait figé.)

Chaque Zecter à une conscience et peut choisir celui qui sera son propriétaire.
Les huit 'Zecters' appartenant au Masked Rider System dans la série sont basés sur des insectes, sauf pour Sasword qui est un arthropode :
- Kamen Rider Kabuto (coléoptère)
- Kamen Rider TheBee (Guêpe)
- Kamen Rider Drake (libellule)
- Kamen Rider Sasword (scorpion)
- Kamen Rider Gatack (lucane)
- Kamen Rider Kick Hopper (criquet)
- Kamen Rider Punch Hopper (criquet)
- Kamen Rider Dark Kabuto (coléoptère)

Les trois 'Zecters' du Masked Rider System apparaissant en supplément dans le film "Kamen Rider Kabuto!GOD SPEED LOVE" sont aussi basés sur des insectes :
- Kamen Rider Caucasus (scarabée caucasus)
- Kamen Rider Hercus (scarabée hercule)
- Kamen Rider Ketaros (scarabée)

Il existe cependant deux autres Zecters connus sous le nom de Hyper Zecter et Perfect Zecter.Le Perfect Zecter sert d'arme lorsque le Hyper Zecter est activé et permet d'utiliser le pouvoir du Original Zecter(C'est la combinaison des 'Zecter' de Kabuto, TheBee, Drake, Sasword avec le Perfect Zecter).Le Hyper Zecter et le Perfect Zecter sont utilisés par Kamen Rider Kabuto dans la série, mais Gatack utilise un autre Hyper Zecter dans le "Kamen Rider Kabuto!Hyper Battle DVD".

## Allusions
La série fait plusieurs références aux autres séries Kamen Rider. Ainsi, le projet Masked Rider dont on entend parler pendant la sérié a été commencé le 3 avril 1971. La première génération de Worms, les Natives arrivent sur terre cette année-là. Ceci est la date de la diffusion du premier épisode de Kamen Rider, la série d'origine.

## God Speed Love
Le film dérivé de la série, intitulé Kamen Rider Kabuto The Movie: God Speed Love, est sorti au Japon le 5 aout. L'action se déroule dans une réalité parallèle et sert aussi de prologue à la série. Il permet de découvrir trois nouveaux Riders nommés Hercus, Ketaros et Caucasus.

## Hyper Battle Video
Dans Kamen Rider Kabuto: Birth! Gatack Hyper Form!! (仮面ライダーカブト 誕生！ガタックハイパーフォーム!!, Kamen Raidā Kabuto: Tanjō! Gatakku Haipā Fōmu!!), Arata Kagami essaie d'obtenir le Hyper Zecter comme Souji Tendou en l'imitant. Une fois qu'il se rend compte qu'il lui suffit d'être lui-même, le Hyper Zecter apparaît et lui permet de se transformer en Kamen Rider Gatack Hyper Form, qui n'apparaît que dans le DVD. Les Zecters Kabuto et Gatack parlent à Tendou et Kagami, les voix étant fournies par Tomokazu Seki et Kōji Yusa, respectivement.

## Jeu vidéo
Un jeu vidéo basé sur la série a été publié par Bandai pour la PlayStation 2 sous le nom Kamen Rider Kabuto. Sorti, le 30 novembre 2006, c'est un jeu de combat utilisant tous les Riders vus dans la série et le film, ainsi que Hyper Gatack. Le jeu possède 5 modes différents, du mode histoire à plusieurs modes multi-joueurs.

## Acteurs
- Souji Tendou, Souji Kusakabe (天道 総司、日下部 総司, Tendō Sōji, Kusakabe Sōji?) : Hiro Mizushima (水嶋 ヒロ, Mizushima Hiro?)
- Arata Kagami (加賀美 新, Kagami Arata?) : Yuuki Sato (佐藤 祐基, Satō Yūki?)
- Sou Yaguruma (矢車 想, Yaguruma Sō?) : Hidenori Tokuyama (徳山 秀典, Tokuyama Hidenori?)
- Shun Kageyama (影山 瞬, Kageyama Shun?) : Masato Uchiyama (内山 眞人, Uchiyama Masato?)
- Daisuke Kazama (風間 大介, Kazama Daisuke?) : Kazuki Katō (加藤 和樹, Katō Kazuki?)
- Tsurugi Kamishiro (神代 剣, Kamishiro Tsurugi?) : Yusuke Yamamoto (山本 裕典, Yamamoto Yūsuke?)
- Hiyori Kusakabe (日下部 ひより, Kusakabe Hiyori?) : Yui Satonaka (里中 唯, Satonaka Yui?)
- Renge Takatori (高鳥 蓮華, Takatori Renge?) : Yuka Teshima (手嶋 ゆか, Teshima Yuka?)
- Jyuka Tendou (天道 樹花, Tendō Juka?) : Natsumi Okumura (奥村 夏未, Okumura Natsumi?)
- Shuichi Tadokoro (田所 修一, Tadokoro Shuichi?) : Yoshiyuki Yamaguchi (山口 祥行, Yamaguchi Yoshiyuki?)
- Yuzuki Misaki (岬 祐月, Misaki Yuzuki?) : Anna Nagata (永田 杏奈, Nagata Anna?)
- Gon (ゴン, Gon?) : Airu Kanzaki (神崎 愛瑠, Kanzaki Airu?)
- Jiya (じいや, Jiiya?) : Yasukiyo Umeno (梅野 泰靖, Umeno Yasukiyo?)
- Soichi Kusakabe (日下部 総一, Kusakabe Sōichi?) : Go Narumi (鳴海 剛, Narumi Gō?)
- Satomi Kusakabe (日下部 さとみ, Kusakabe Satomi?) : Kaori Asano (浅野 香織, Asano Kaori?)
- Tendo d'il y a 7 ans (７年前の天道, Shichinenmae no Tendō?) : Sean Wiig (ショーン・ウィーグ, Shōn Wīgu?)
- Hiyori d'il y a 7 ans (７年前のひより, Shichinenmae no Hiyori?) : Reina Fujie (藤井 玲奈, Fujii Reina?)
- Rena Mamiya (間宮 麗奈, Mamiya Rena?) : Hitomi Miwa (三輪 ひとみ, Miwa Hitomi?)
- Reiji Nogi (乃木 怜治, Nogi Reiji?) : Tak Sakaguchi (坂口 拓, Sakaguchi Taku?)
- Negishi (根岸, Negishi?) : Masahiro Kobayashi (小林 正寛, Kobayashi Masahiro?)
- Yumiko Takemiya (竹宮 弓子, Takemiya Yumiko?) : Megumi Nishimuta (西牟田 恵, Nishimuta Megumi?)
- Masato Mishima (三島 正人, Mishima Masato?) : Tomohisa Yuge (弓削 智久, Yuge Tomohisa?)
- Riku Kagami (加賀美 陸, Kagami Riku?) : Hirotaro Honda (本田 博太郎, Honda Hirotarō?)
- ZECTrooper (ゼクトルーパー, Zekutorūpā?, Voix) : Katsumi Shiono (塩野 勝美, Shiono Katsumi?)
- Voix Zecter (ゼクター音声, Zekutā Onsei?) : Surage Gajria (スラージ・ガジリア, Surāji Gajiria?)
- Narrateur (ナレーター, Narētā?) : Eiichiro Suzuki (鈴木 英一郎, Suzuki Eiichirō?)

## Cascadeurs
- Kamen Rider Kabuto, Kamen Rider Dark Kabuto : Seiji Takaiwa (高岩 成二, Takaiwa Seiji?)
- Kamen Rider Gatack, Kamen Rider TheBee : Makoto Ito (伊藤 慎, Itō Makoto?)
- Kamen Rider Drake, Kamen Rider TheBee : Yoshifumi Oshikawa (押川 善文, Oshikawa Yoshifumi?)
- Kamen Rider Sasword, Kamen Rider Dark Kabuto : Jun Watanabe (ja) (渡辺 淳, Watanabe Jun?)
- Kamen Rider KickHopper : Eitoku (永徳?)
- Kamen Rider PunchHopper : Naoki Nagase (永瀬 尚希, Nagase Naoki?)
- ZECTroopers : Hirofumi Fukuzawa (福沢 博文, Fukuzawa Hirofumi?), Jiro Okamoto (岡元 次郎, Okamoto Jirō?), Miho Kojima (小島 美穂, Kojima Miho?)